# رونالد دوركين
رُونَلْد مَايَلْز دُوُرْكِن (بالإنجليزية: Ronald Myles Dworkin) (11 ديسمبر، 1931 - 14 فبراير 2013)، الفيلسوف، والمحامي الأمريكي، والباحث في القانون الدستوري الأمريكي. في وقت وفاته، كان أستاذاً في القانون والفلسفة في جامعة نيويورك وكلية لندن الجامعية، وكان يعمل سابقاً في كلية ييل للحقوق وجامعة أوكسفرد، حيث كان أستاذ في القانون والمحاماة، خلفاً للبروفيسور إتش إل آي هارت. كان من بين المساهمين المؤثرين في كل من فلسفة القانون والفلسفة السياسية، وتلقى عام 2007 جائزة هولبرغ الدولية التذكارية في العلوم الإنسانية عن «أعماله العلمية الرائدة ذات التأثير العالمي». وفقا لدراسة استقصائية في «مجلة الدراسات القانونية»، كان دوركن ثاني أكثر الباحثين القانونيين الأمريكيين الذين تم الاستشهاد بهم في القرن العشرين. بعد وفاته، قال العالم القانوني في جامعة هارفارد كاس سونستين أن دوركن كان «واحدًا من أهم الفلاسفة القانونيين في المائة عام الأخيرة، وقد يتصدر القائمة.»
نظريته (القانون كنزاهة) كما وردت في كتابه بعنوان «قانون الإمبراطورية»، والذي فيه يفسر القاضي القانون من حيث المبادئ الأخلاقية المتسقة، وخاصة العدل والإنصاف، تعتبر من بين النظريات المعاصرة الأكثر تأثيراً حول طبيعة القانون. دعا دوركن إلى «قراءة أخلاقية» لدستور الولايات المتحدة، واتباع النهج التمحيصي تجاه القانون والأخلاق. كان معلقًا متكررًا حول القضايا السياسية والقانونية المعاصرة، لا سيما تلك المتعلقة بالمحكمة العليا للولايات المتحدة.

## النشأة وتعليمه
ولد رونالد دوركن عام 1931 في بروفيدنس (رود آيلاند)، الولايات المتحدة، الابن الأكبر لمادلين (تالامو) وديفيد دوركن. كانت عائلته يهودية. تخرج من جامعة هرفرد في عام 1953 بدرجة بكالوريوس في الآداب، ثم درس في جامعة أوكسفورد، حيث كان قد التحق بها عن طريق منحة رودس، ودرس علي يد البروفيسور روبرت كروس، وجاي إتش سي موريس. بعد أن أكمل امتحانات السنة النهائية في جامعة أكسفورد، تأثر الفاحصون بكتاباته لدرجة أنه تم استدعاء أستاذ الفقه القانوني (إتش إل آي هارت) لقراءتها. حصل على درجة البكالوريوس. ثم التحق دوركن بكلية الحقوق بجامعة هارفرد، وتخرج في عام 1957 بدرجة بكالوريوس في الحقوق. 

## حياته المهنية
بعد أن أصبح كاتب عدل للقاضي ليرند هاند، أتيحت له الفرصة لان يعمل كاتب عدل للمحامي فيلكس فرنكفرتر. ولكنه رفض العرض وانضم إلى «كرومويل & سوليفان»، وهي شركة محاماة بارزة في مدينة نيويورك. بعد العمل في الشركة، أصبح دوركن أستاذًا للقانون في كلية ييل للحقوق.
في عام 1969، تم تعيين دوركن كرئيس قسم الفقه القانوني بجامعة أوكسفرد، وهو المنصب الذي خلف فيه إتش إل آي هارت
(الذي قام بترشيح ديوركين)، وانتخب زميلاً بكلية أكسفورد الجامعية. بعد تقاعده من أكسفورد، أصبح دوركن أستاذ مكلف في الفقه القانوني في كلية لندن الجامعية. وكان يعمل أستاذاً في القانون في كلية الحقوق بجامعة نيويورك وأستاذ في الفلسفة في جامعة نيويورك، حيث قام بالتدريس هناك منذ أواخر سبعينات القرن الماضي. وقد شارك في ندوة في الفلسفة القانونية والسياسية والاجتماعية مع توماس ناغل. قام ايضاً باعطاء محاضرات في هرفرد، وييل، ومحاضرات عن القيم الإنسانية في إستنفرد، وبرنسطن. في يونيو 2011، انضم لكلية خاصة في لندن.

## القانون والفلسفة

### القانون كقاعدة ومبدأ
تم تلخيص انتقاد دوركن كمنتقد للوضعية القانونية واللسفة الخاصة بإتش إل آي هارت من قبل موسوعة إستنفرد والتي ذكرت أن:
يرفض دوركن، باعتباره أهم ناقدي الوضعية، النظرية الوضعية على كل مستوى يمكن تصوره. وينفي دوركن أنه يمكن أن تكون هناك أي نظرية عامة حول وجود القانون ومحتواه. وينكر أن النظريات المحلية للنظم القانونية المعينة يمكن أن تحدد القانون دون اللجوء إلى مزاياه الأخلاقية، كما يرفض التركيز المؤسسي علي الوضعية. نظرية القانون بالنسبة لدوركن هي نظرية حول كيفية تحديد القضايا، وليس لحساب التنظيم السياسي لنظام قانوني.

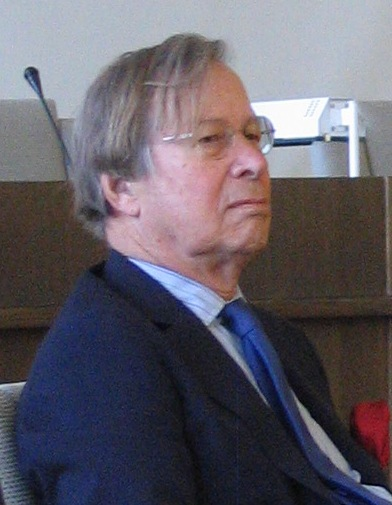
رونالد دوركن في عام 2008

يجادل دوركن بأن المبادئ الأخلاقية التي يعتز بها الناس غالبًا ما تكون خاطئة، حتى وإن كانت بعض الجرائم مقبولة إذا كانت مبادئ المرء منحرفة بدرجة كافية. لاكتشاف هذه المبادئ وتطبيقها، تقوم المحاكم بتفسير البيانات القانونية (التشريع، والحالات، وما إلى ذلك) بهدف صياغة تفسير يشرح الممارسات القانونية السابقة ويبررها. يجب أن تنبع كل التفسيرات، حسب قول دوركن، من مفهوم «القانون كنزاهة» لكي يكون لها معنى.
انطلاقاً من فكرة أن القانون «تفسيري» بهذه الطريقة، يجادل دوركن أنه في كل موقف تكون فيه الحقوق القانونية للأشخاص مثيرة للجدل، فإن أفضل تفسير ينطوي على أطروحة الإجابة الصحيحة، والأطروحة أنه يوجد إجابة صحيحة كمسألة قانونية يجب على القاضي أن يكتشفها. يعارض دوركن المفهوم القائل بأن القضاة لهم سلطة تقديرية في مثل هذه الحالات الصعبة.

### أطروحة الإجابة الصحيحة
في كلام دوركن نفسه، يمكن تفسير «أطروحة الإجابة الصحيحة» من خلال الكلمات التالية:
لنفترض أن الهيئة التشريعية قد أقرت قانونًا ينص على أن «العقود المدنسة ستكون باطلة». فإن المجتمع ينقسم حول ما إذا كان العقد الذي تم توقيعه يوم الأحد، لهذا السبب وحده، هو عقد مدنس أم لا. ومن المعروف أن عدداً قليلاً جداً من المشرعين كان عندهم هذه المسألة في الحسبان عندما صوتوا، وأنهم الآن منقسمون بالتساوي حول مسألة ما إذا كان ينبغي تفسير ذلك. وقع توم وتيم عقدًا يوم الأحد، ويقاضي توم الآن تيم لفرض شروط العقد، والتي يرفض تيم صحتها. هل يجب أن نقول إن القاضي يجب أن يبحث عن الإجابة الصحيحة على سؤال ما إذا كان عقد توم صحيحًا، على الرغم من أن المجتمع منقسم بشدة حول ما هي الإجابة الصحيحة؟ أم أنه أكثر واقعية أن أقول أنه ببساطة لا يوجد إجابة صحيحة على السؤال؟
واحدة من أطروحات دوركن الأكثر إثارة للاهتمام والجدل تنص على أن القانون إذا تم تفسيره بشكل صحيح سوف يعطي إجابة. هذا لا يعني أن الجميع سيحصلون على نفس الإجابة (إجماع على ما هو «صحيح»)، أو إذا فعلوا ذلك، فإن الإجابة لن تكون مبررة بالضبط بنفس الطريقة لكل شخص. بل يعني أنه سيكون هناك إجابة ضرورية لكل فرد إذا كان تفسيره ينطبق بشكل صحيح على السؤال القانوني. الطريقة الصحيحة هي تلك المغلفة بالاستعارة المجازية للقاضي هرقل، القاضي المثالي، الحكيم للغاية والملم بكل المصادر القانونية. هرقل هو اسم يأتي من الأسطورية الكلاسيكية ( البطل). انطلاقاً من فرضية أن القانون هو شبكة متجانسة، يُطلب من هرقل بناء النظرية التي تناسب القانون وتبريرها على أفضل وجه من أجل تقرير أي حالة بعينها. يقول دركين إن هرقل سيصل دائماً إلى إجابة واحدة صحيحة.
يجادل نقاد دوركن ليس فقط أن «القانون المناسب» (المصادر القانونية بالمعنى الوضعي) مليء بالثغرات والتناقضات، ولكن أيضًا المعايير القانونية الأخرى (بما في ذلك المبادئ) قد لا تكون كافية لحل قضية صلبة. في أي من هذه الحالات، حتى هرقل نفسه سيكون في معضلة ولن يكون أي من الإجابات المحتملة هو «الصحيح».

### مناقشة أطروحة الإجابة الصحيحة
هناك بعض التشابه بين استعارة دوركن للقاضي هرقل مع أطروحة حجاب الجهل لجون رولس وأطروجة وضع الكلام المثالي ليورغن هابرماس، في أن جميعهم اقتراح طرق مثالية للتوصل إلى مقترحات معيارية صحيحة إلى حد ما. الفرق الرئيسي فيما يتعلق بالأول هو أن حجاب «رولس» للجهل يترجم على نحو سلس تقريبا من المثالية البحتة إلى العملية. فيما يتعلق بـ السياسة في مجتمع ديمقراطي، على سبيل المثال، فإنه يمكن أن يقال بأن أولئك الذين في السلطة يجب أن يعاملوا المعارضة السياسية بنفس المستوي الذي يودون أن يعاملوا به عندما يكونوا هم في المعارضة، لأن موقعهم الحالي لا يقدم أي ضمان فيما يتعلق بموقفهم في المشهد السياسي للمستقبل (أي أنهم سيشكلون المعارضة في وقت ما حتمًا). من ناحية أخرى، فإن قاضي دوركن، هرقل، هو عبارة عن بناء مثالي بحت، أي «إذا» كان مثل هذا الشخص موجودًا، فإنه سيصل إلى إجابة صحيحة في كل معضلة أخلاقية.

### قراءة معنوية للدستور
في كتابها الأخير عن هانز كيلسن، عرفت ساندرين بوم رونالد دوركن كمدافع بارز عن «توافق المراجعة القضائية مع مبادئ الديمقراطية ذاتها.» حكما وضعت باوم جون هارت إيلي إلى جانب دوركن كأهم المدافعين عن هذا المبدأ في السنوات الأخيرة، في حين تم تحديد المعارضة لمبدأ «التوافق» في بروس أكرمان وجيريمي والدرون. كان دوركن منذ فترة طويلة من المدافعين عن مبدأ القراءة الأخلاقية للدستور الذي يرى أن دعمه يرتبط ارتباطًا قويًا بالنسخ المعززة للمراجعة القضائية في الحكومة الفيدرالية.

### نظرية المساواة
قدم دوركن أيضًا إسهامات مهمة لما يسمى أحيانًا «بمذهب المساواة». في بعض مقالاته الشهيرة بالإضافة إلي كتابه «الفضيلة السيادية»، يدعو دوركن إلى نظرية يسميها «المساواة في الموارد». تجمع هذه النظرية بين فكرتين رئيسيتين. بشكل عام، الأولي هو أن البشر مسئولون عن خيارات الحياة التي يتخذونها. والثانية هو أن المنح الطبيعية من الذكاء والمواهب هي أخلاق معنوية ويجب ألا تؤثر على توزيع الموارد في المجتمع. مثل بقية عمل دوركن، فإن نظريته للمساواة مدعومة بالمبدأ الأساسي القائل بأن لكل شخص الحق في المساواة من الاهتمام والاحترام في تصميم بنية المجتمع.

## حياته الشخصية ووفاته
أثناء عمله لدي القاضي ليونارد هاند، التقى دوركن بزوجته المستقبلية، بيتسي روس، وأنجب منها توأم، أنتوني وجينيفر. كانت بيتسي ابنة رجل أعمال ناجح في نيويورك. تزوجا من عام 1958 حتى توفيت بيتسي بالسرطان في عام 2000. تزوج دوركن في وقت لاحق من إيرين بريندل، الزوجة السابقة لعازف البيانو الفريد برندل.
توفي دوركن بسبب سرطان ابيضاض الدم في لندن في 14 فبراير 2013 عن عمر يناهز ال 81. 

## الجوائز
في سبتمبر 2007، حصل دوركن على جائزة هولبرج التذكارية. اعترفت لجنة جوائز هولبرج الأكاديمية بأن دوركن «وضع نظرية ليبرالية متساوية» وشددت على جهوده لتطوير «قانون تأسيسي عالي التأثير في الأخلاق، يتميّز بقدرة فريدة على ربط الأفكار الفلسفية المجردة بالاهتمامات اليومية الملموسة في القانون والأخلاق والسياسة».
كرمت جامعة نيويورك دوركن عام 2006، في المؤتمر السنوي للقانون الأمريكي لجامعة نيويورك.
في عام 2006، قام معهد الأبحاث القانونية التابع للجامعة الوطنية المستقلة في المكسيك بتكريم دوركن بالجائزة الدولية للبحث القانوني.
في يونيو 2000، حصل دوركن على الدكتوراه الفخرية من جامعة بنسلفانيا. في يونيو 2009، حصل على الدكتوراه الفخرية في القانون من جامعة هارفارد. في أغسطس 2011، منحت جامعة بوينس آيرس دوركن درجة الدكتوراه الفخرية. وأشار القرار إلى أنه «دافع بلا كلل عن سيادة القانون والديمقراطية وحقوق الإنسان». كانت هذه من بين عدد من الدكتوراه الفخرية الممنوحة له.
في 14 نوفمبر 2012، حصل على جائزة بلزان للفقه القانوني في روما، من رئيس الجمهورية الإيطالية. وقد تم منحه الجائزة «لمساهماته الأساسية في الفقه القانوني، وتميزه بالوضوح في التفكير في تفاعل مستمر ومثمر مع النظريات الأخلاقية والسياسية والممارسات القانونية».

## الأعمال المنشورة
- Taking Rights Seriously. Cambridge, MA: Harvard University Press, 1977.
- The Philosophy of Law (Oxford Readings in Philosophy). Ed. New York: Oxford University Press, 1977.
- A Matter of Principle. Cambridge, MA: Harvard University Press, 1985.
- Law's Empire. Cambridge, MA: Harvard University Press, 1986.
- Philosophical Issues in Senile Dementia. Washington, DC: U.S. Government Printing Office, 1987.
- A Bill of Rights for Britain. Ann Arbor, MI: University of Michigan Press, 1990.
- Life's Dominion: An Argument About Abortion, Euthanasia, and Individual Freedom. New York: Alfred A. Knopf, 1993.
- Freedom's Law: The Moral Reading of the American Constitution. Cambridge, MA: Harvard University Press, 1996.
- Sovereign Virtue: The Theory and Practice of Equality. Cambridge, MA: Harvard University Press, 2000.
- A Badly Flawed Election: Debating Bush v. Gore, the Supreme Court, and American Democracy. Ed. New York: New Press, 2002.
- From Liberal Values to Democratic Transition: Essays in Honor of Janos Kis. Ed. Budapest: Central European University Press, 2004.
- Justice in Robes. Cambridge, MA: Harvard University Press, 2006.
- Is Democracy Possible Here? Principles for a New Political Debate. Princeton, NJ: Princeton University Press, 2006.
- The Supreme Court Phalanx: The Court's New Right-Wing Bloc. New York: New York Review Books, 2008.
- Justice for Hedgehogs. Cambridge, MA: Harvard University Press, 2011.
- Religion Without God. Cambridge, MA: Harvard University Press, 2013.

## مزيد من القراءة
- Allard, Julie. Dworkin et Kant: Réflexions sur le judgement. Bruxelles: Editions de l'ULB, 2001.
- Brown, Alexander. Ronald Dworkin's Theory of Equality: Domestic and Global Perspectives. New York: Palgrave Macmillan, 2009.
- Benjamin Brown, From Principles to Rules and from Musar to Halakhah - The Hafetz Hayim's Rulings on Libel and Gossip
- Burke, John J.A. The Political Foundation of Law: The Need for Theory with Practical Value. San Francisco: Austin & Winfield, 1992.
- Burley, Justine, ed. Dworkin and His Critics. Oxford: Blackwell Publishing, 2004.
- Cohen, Marshall, ed. Ronald Dworkin and Contemporary Jurisprudence. London: Duckworth, 1984.
- Gaffney, Paul. Ronald Dworkin on Law as Integrity: Rights as Principles of Adjudication. Lewiston, New York: Mellen University Press, 1996.
- Guest, Stephen. Ronald Dworkin (Jurists: Profiles in Legal Theory). Stanford: Stanford University Press, 2012.
- Hershovitz, Scott, ed. Exploring Law's Empire: The Jurisprudence of Ronald Dworkin. Oxford: Oxford University Press, 2006.
- Hunt, Alan, ed. Reading Dworkin Critically. New York: Berg, 1992.
- Ripstein, Arthur, ed. Ronald Dworkin (Contemporary Philosophers in Focus). Cambridge: Cambridge University Press, 2007.
- Wesche, Stefen and Zanetti, Véronique, eds. Dworkin: Un débat. Paris: Ousia, 2000.

## وصلات خارجية
- NYU Law Faculty profile
- UCL Faculty of Laws profile
- Ronald Dworkin obituary by The Guardian
- New York Review of Books archive
- "Ronald Dworkin – Mr Justice", The Times Literary Supplement, 5 December 2007 نسخة محفوظة 8 يوليو 2008 على موقع واي باك مشين.
- "Interpretation and Coherence in Legal Reasoning" at the Stanford Encyclopedia of Philosophy
- "Interpretivist Theories of Law" at the Stanford Encyclopedia of Philosophy
- Ronald Dworkin International Balzan Prize Foundation
- رونالد دوركين على موقع IMDb (الإنجليزية)
- رونالد دوركين على موقع مونزينجر (الألمانية)
- رونالد دوركين على موقع إن إن دي بي (الإنجليزية)
- مرات الظهور على سي-سبان